# Devorà Ascarelli

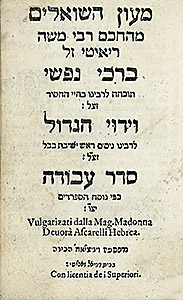
Ein italienisches Buch mit einer Übersetzung ins gereimte Italienisch von Devorà Ascarelli.

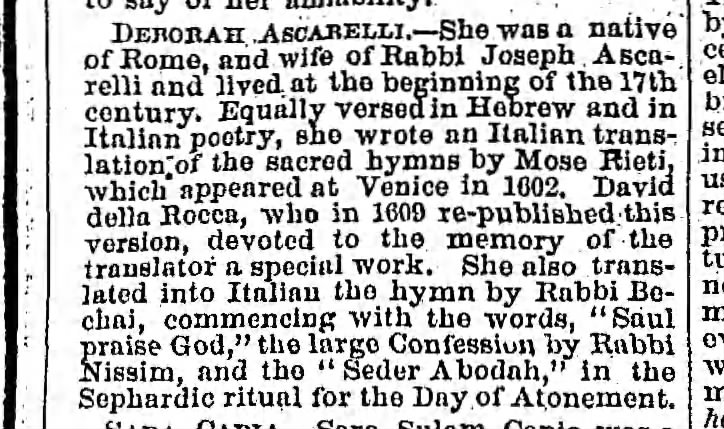

Devorà Ascarelli war eine italienische Dichterin aus dem 16. Jahrhundert, die in Rom lebte. Ascarelli war möglicherweise die erste Jüdin, die ein Buch mit ihren eigenen Werken veröffentlichte.

## Biografie
Über Devorà Ascarelli ist nur wenig bekannt, und einiges von dem, was bekannt ist, ist widersprüchlich. Die Widmung ihres Buches, L’abitacolo Degli Oranti, weist darauf hin, dass sie im 16. Jahrhundert in Rom lebte und mit Joseph Ascarelli verheiratet war. Es wird angenommen, dass Ascarelli aus der italienischen Kaufmannsschicht stammte, gut gebildet war und sich der Übersetzung und anderen Autorentätigkeiten widmen konnte. Es wird kein Mädchenname in Verbindung mit Ascarelli erwähnt. Manche vermuten, dass sie und ihr Mann Cousins und Cousinen waren und daher denselben Familiennamen trugen. Es gibt Verbindungen zwischen der Familie Ascarelli und der katalanischen Oberschicht in Rom.

## L’abitacolo Degli Oranti
Ascarellis Buch L’abitacolo Degli Oranti wurde 1601 und 1609 in Venedig veröffentlicht. Es enthält Übersetzungen liturgischer Texte aus dem Hebräischen ins Italienische sowie Gedichte in italienischer Sprache, die Ascarelli selbst verfasst hat. Manchmal wird es auch mit der Überschrift des ersten Textes, Me’on ha-Sho’alim oder Der Aufenthaltsort der Bittsteller, genannt.
Auch die Art und Weise, wie das Buch veröffentlicht wurde, ist umstritten. Einige Quellen behaupten, ein Freund namens David della Rocca habe Ascarellis Werk posthum veröffentlicht. Andere behaupten, dass Rocca, ein römischer Jude, in Venedig nicht veröffentlichen durfte und dass es wahrscheinlicher ist, dass Rocca dem noch lebenden Ascarelli bei der Veröffentlichung ihres Werks einfach geholfen hat. Der Herausgeber der Ausgabe von 1601 war Daniel Zanetti, ein Christ, der jüdische Bücher veröffentlichte. Die Ausgabe von 1609 wurde von Giovanni di Gara herausgegeben, offenbar mit der Unterstützung von Samuel Castelnuovo.
Das erste Gedicht im Buch, Me’on ha-Sho’alim, ist ein Teil des Mikdash Me'at, Il Tempio oder Das kleine Heiligtum, ein Gedicht für Jom Kippur, das von Mose Rieti aus Perugia (1388–1459) geschrieben wurde. Ascarellis Übersetzung überträgt den Text ins gereimte Italienisch.
Weitere Übersetzungen in diesem Buch sind Prosaübersetzungen von Barekhi Nafshi (Benedici il Signore o anima mia) von Bachja ibn Paquda von Saragossa, La Grande Confessione von einem Rabbi namens Nissim und ein sephardisches Gebet für Jom Kippur.
Ascarelli schrieb zwei Sonette, die in dem Buch veröffentlicht wurden. Das erste, Il Ritratto di Susanna („Das Bild der Susanna“), basiert auf der apokryphen Geschichte der Susanna. Im zweiten, Quanto e’ in me di Celeste („Was immer in mir vom Himmel ist“), beschreibt die erzählende Person, wie sie Tugenden vom Himmel gewinnt wie eine Biene von den Blumen. Obwohl dieses Gedicht anonym ist, wurde es als besonders autobiografisch interpretiert, denn der Name Devora oder Deborah bedeutet „Biene“.
Aufgrund ihrer Gedichte wurde Ascarelli als „fromm“, „sittsam und zurückgezogen“ beschrieben. Andere haben argumentiert, dass der andächtige Ton von Ascarellis Poesie möglicherweise in Übereinstimmung mit den Geschlechterrollen ihrer Zeit gewählt wurde.